# Claude Sevenier
Claude Sevenier est un footballeur français, né le 12 septembre 1956.
À 19 ans, il est intégré dans l'effectif professionnel du Nîmes Olympique, en 1re division.
Au bout de deux saisons, il quitte le club pour rejoindre l'Union Montilienne Sportive basée à Montélimar et évoluant dans des divisions inférieures.
En 1981, il est recruté par l'AJ Auxerre pour une saison au plus haut niveau ; il s'engage ensuite à l'US Orléans en 2e division.

## Palmarès
- Vice-champion de France Division 4 : 1979 (avec l'Union Montilienne Sportive)